# Matthew Bryan-Amaning
Matthew Bryan-Amaning, né le 9 mai 1988 à Londres, en Angleterre, est un joueur anglais de basket-ball. Il évolue au poste d'ailier fort.

## Carrière
Bryan-Amaning commence sa carrière professionnelle avec l'Hacettepe Üniversitesi du championnat turc en signant un contrat d'un an avec le club en juillet 2011.
Il signe avec le Radnički Kragujevac en Serbie pour la saison 2012-2013. Il termine avec la saison avec des moyennes de 8,2 points et 3,2 rebonds par match dans l'Adriatic League.
En octobre 2013, il signe un court contrat avec le club de sa ville natale, les Lions de Londres de la British Basketball League. Le 29 octobre 2013, il signe en France, à Antibes. En avril 2014, il quitte les Sharks d'Antibes et rejoint Boulogne-sur-Mer, en deuxième division française, pour pallier la blessure de Zachery Peacock.
En septembre 2014, il signe un contrat d'un an avec le MHP Riesen Ludwigsburg en Allemagne. Le 28 octobre 2014, il quitte Ludwigsburg après avoir joué cinq matchs avec dans le championnat allemand où il tourne à des moyennes de 7,2 points et 2,8 rebonds par match. Trois jours plus tard, il signe avec les Soles de Mexicali au Mexique. Le 20 mai 2015, il signe avec les Soles de Santo Domingo en République dominicaine.

## Clubs successifs
- 2011-2012 :  Hacettepe Üniversitesi Spor Kulübü
- 2012-2013 :  Radnički Kragujevac
- 2013-2014 :
  - 2013 :  London Lions
  - 2013-2014 :  Olympique d'Antibes (Pro A)
  - 2014 :  Boulogne-sur-Mer (Pro B)
- 2014-2015 :
  - 2014 :  MHP Riesen Ludwigsburg
  - 2014-2015 :  Soles de Mexicali
  - 2015- :  Soles de Santo Domingo

## Palmarès
- First-team All-Pac-10 (2011)